# Kalendarium powstania warszawskiego – 1 października

## 1 października, niedziela
Tymczasowe zawieszenie broni i ewakuacja 8 tys. osób (większość to kobiety i dzieci). Ogólnie ludność pomimo niezwykle ciężkich warunków chce pozostać w mieście tak długo jak Armia Krajowa. Według obliczeń von dem Bacha stolicę miało opuścić w dniach 1 i 2 października, ok. 200-250 tys. osób, tymczasem wyszło ok. 3–4%.
Z mówionej relacji podchorążego Edmunda Baranowskiego, żołnierza baonu „Miotła”:

Rozejm trwa do późnych godzin wieczornych. Mówi się również o tym, że jesteśmy już w przededniu kapitulacji. Ale kiedy zapadł zmrok po godzinie 20 rozpoczyna się kanonada niemiecka.